# Frozen Plasma
Frozen Plasma ist eine deutsche Electro-Pop-Gruppe.

## Geschichte
Nach der Auflösung seiner Band NamNamBulu im Jahr 2005 sah sich Keyboarder und Songwriter Vasi Vallis nach neuen Herausforderungen um und tourte unter anderem mit der bekannten Future-Pop-Band VNV Nation. Vasi Vallis war auf dieser Tour als Live-Keyboarder tätig. Während ebendieser Tour lernte er Felix Marc bei einem gemeinsamen Konzert von VNV Nation und Diorama kennen und verliebte sich nach eigener Aussage sofort in dessen Stimme.
Die erste Frozen Plasma Single Hypocrite erschien am 18. November 2005, zu diesem Zeitpunkt kannten sich Felix Marc und Vasi Vallis erst einige Monate. Die Single stieg auf Anhieb in die Top Ten der Deutschen Alternative Charts (DAC) ein. Vor dem Release des am 21. April 2006 erschienenen Albums Artificial spielten Frozen Plasma auf dem Wave-Gotik-Treffen und dem Orkus Festival sowie dem Summer Darkness Festival in den Niederlanden. Am 21. Juli 2006 folgte die zweite Single Irony und schaffte es bis auf Platz 3 der DAC. Kurze Zeit darauf wurde die Mix-EP Emphasize veröffentlicht. Am 19. September 2008 erschien die EP Tanz die Revolution, die die gleichnamige und bisher erfolgreichste Single in der Bandgeschichte beinhaltet. Der Song stürmte auch die internationalen Clubs, sodass er auch auf Spanisch, Italienisch und Englisch released wurde. Am 3. April 2009 veröffentlichten Frozen Plasma ihre Maxi-Single Earthling – sie erreichte, wie auch die 2009 erschienenen Alben Monumentum und Tour Monument, vordere Platzierungen in den Deutschen Alternative Charts. Darüber hinaus veröffentlichte die Band seit 2004 zahlreiche Samplerbeiträge.
Nach diversen Festivalauftritten und Konzerten weltweit, sowie zwei Live-Mitschnitten (ein Live-Mitschnitt vom Wave-Gotik-Treffen 2012 wurde 2012 veröffentlicht) nahmen sich Vasi Vallis und sein Bandkollege eine kreative Auszeit, die in zwei Soloalben seitens Felix Marc und über 40 Songs für ein neues Frozen-Plasma-Album durch Vasi Vallis mündeten. Da so viele Songs unmöglich auf nur ein Album passen, wurden die 12 vielversprechendsten ausgewählt, um auf das 2015 erscheinende musikalische Werk des Duos mit dem Titel „Dekadenz“ zu kommen. Die Vorabsingle „Herz“ erreichte Platz 3 der DAC und die Single „Crazy“ hielt sich trotz Skepsis aus den eigenen musikalischen Reihen ganze 6 Wochen auf Platz 1 der DAC. Auf „Dekadenz“ befindet sich auch ein Cover des Synthipop-Klassikers Living on Video der Gruppe Trans-X aus dem Jahre 1983.
Frozen Plasma ist beim deutschen Independent-Label Infacted Recordings unter Vertrag.

## Solo-Tätigkeiten
Sänger Felix Marc ist noch immer Mitglied der Band Diorama  und als erfolgreicher Solokünstler tätig. Songwriter und Melodienschmied Vasi Vallis hat NamNamBulu gemeinsam mit Sänger Henrik Iversen wieder ins Leben gerufen, ist auch in dem Musikprojekt REAPER gemeinsam mit Gregor Beyerle tätig und arbeitet als Produzent für verschiedene Szenebands.

## Diskografie

### Alben
- 2006: Artificial
- 2009: Monumentum
- 2009: Tour Monument  (Live-Album)
- 2013: Live @ WGT 2012  (Live-Album)
- 2015: Dekadenz
- 2016: Dekadenz (Instrumentals)
- 2019: Pakt
- 2020: Gezeiten

### Singles und EPs
- 2005: Hypocrite
- 2006: Irony
- 2006: Emphasize (EP)
- 2008: Tanz die Revolution
- 2009: Earthling
- 2009: Tanz die Revolution (International Version)
- 2013: Herz
- 2014: Crazy
- 2018: Safe.Dead.Harm
- 2019: Safe.Dead.Harm 2019
- 2019: Gefühlsmaschine